# 维奥莱斯
维奥莱斯（法語：Violès，法語發音：[vjɔlɛs]）是法国普罗旺斯-阿尔卑斯-蓝色海岸大区沃克吕兹省的一个市镇，位于该省北部偏西，属于阿维尼翁区。

## 地理
维奥莱斯（44°9'43"N, 4°57'17"E）面积14.79 平方千米，位于法国普罗旺斯-阿尔卑斯-蓝色海岸大区沃克吕兹省，该省份为法国东南部内陆省份，北起德龙省，西北接阿尔代什省，西接加尔省，南至罗讷河口省，东南角与瓦尔省接壤，东临上普罗旺斯阿尔卑斯省。
与维奥莱斯接壤的市镇（或旧市镇、城区）包括：拉斯托、凯拉讷、艾格河畔卡马雷、日贡达斯、容基耶尔、萨布莱、特拉瓦扬、瓦凯拉斯。

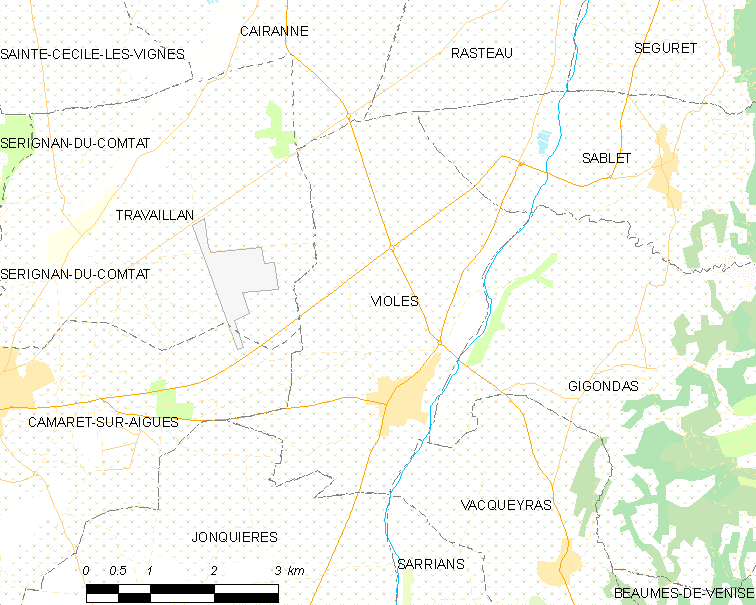
维奥莱斯的OSM定位图

维奥莱斯的时区为UTC+01:00、UTC+02:00（夏令时）。

## 行政
维奥莱斯的邮政编码为84150，INSEE市镇编码为84149。

## 政治
维奥莱斯所属的省级选区为韦松拉罗迈讷县。

## 人口

1962-2008年间维奥莱斯人口变化图示

维奥莱斯于2022年1月1日时的人口数量为1745人。